# Matt Winston
Matthew "Matt" Winston es un actor estadounidense, hijo del artista de efectos especiales Stan Winston.

## Carrera

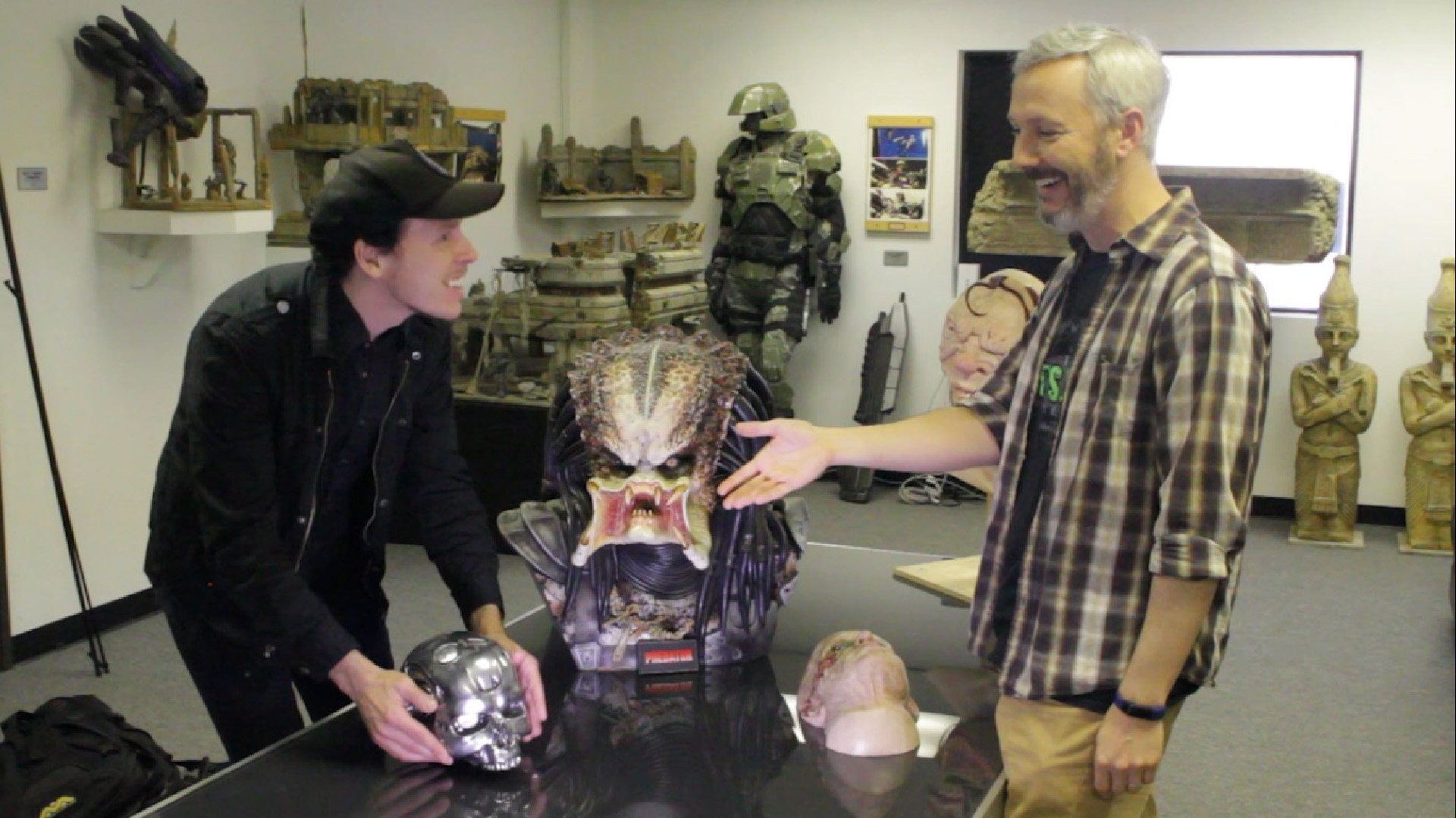
Johannes Grenzfurthner y Matt Winston hablan sobre Stan Winston y los efectos especiales ("Traceroute", 2016)

Winston es quizás más conocido por sus papeles televisivos en los dramas de HBO A dos metros bajo tierra y John from Cincinnati, y como Daniels en Stark Trekː Enterprise.

## Filmografía

### Apariciones en películas
- Wes Craven's New Nightmare (1994) .... Charles 'Chuck' Wilson
- Mr. October (1996) .... Zack
- The Peacemaker (1997) .... Oficial de las Naciones Unidas
- Halloween H20: 20 Years Later (1998) .... Detective Matt Sampson
- Fight Club (1999) .... Estudiante de seminario
- Passport to Paris (1999) (V) .... Jeremy Bluff
- Galaxy Quest (1999) .... Técnico #1
- Keeping the Faith (2000) .... Matt
- Crocodile Dundee in Los Angeles (2001) .... Conductor de limusina
- A.I. Artificial Intelligence (2001) .... Ejecutivo
- Totally Blonde (2001)... Peon
- About Schmidt (2002) .... Gary Nordin
- Deliver Us from Eva (2003) .... Oscar
- The Core (2003) .... Luke Barry
- Death to the Supermodels (2004) .... Gerd
- Kicking & Screaming (2005) .... Tom Hanna
- Little Miss Sunshine (2006) .... Presentador del concurso de belleza
- I Now Pronounce You Chuck and Larry (2007) .... Glen Aldrich
- The Boy Who Cried Werewolf (2010) .... David Sands
- Starstruck (2010) .... Alan Smith
- Harbinger Down (2015) .... Stephen
- Traceroute (2016) .... Él mismo (entrevistado por Johannes Grenzfurthner)

### Equipo diverso
- Jurassic Parque (1993) .... Titiritero

### Apariciones como invitado en televisión
| Año       | Título                   | Personaje                   | Observaciones                                                                                              |
| --------- | ------------------------ | --------------------------- | --- |
| 1993      | Married... with Children | Eugene                      | Episodio "You Can't Miss"                                                                                  |
| 1998      | Chicago Hope             | Harold Litvak               | Episodio "Liver, Hold the Mushrooms"                                                                       |
| 1998–2000 | Arliss                   | Jeremy Brenner              | Episodios "Where Do Clients Come From?", "The American Game", "Taking One for the Team", "The Fire Within" |
| 2001–2009 | Scrubs                   | Dr. Jeffrey Steadman        | Episodios "My First Day", "My Two Dads", "My Old Man", "My Lucky Night", "My Finale"                       |
| 2006      | NCIS                     | Rick Carvell                | Episodio "Dead and Unburied"                                                                               |
| 1999      | Movie Stars              | El director                 | Episodio "Pilot" (Episodio# 1.1)                                                                           |
| 1999      | JAG                      | Ron Katz                    | Episodio: "The Colonel's Wife" (Episodio # 5.8)                                                            |
| 2000      | Beverly Hills, 90210     | Stuart                      | Episodio: "Ever Heard the One About the Exploding Father?" (Episodio # 10.20)                              |
| 2000      | Movie Stars              | El director                 | Episodio "Stand by Me" (Episodio # 2.10)                                                                   |
| 2001      | Star Trek: Enterprise    | Agente Temporal Daniels     | Episodio: "Cold Front" (Episodio # 1.11)                                                                   |
| 2002      | Special Unit 2           | El Gaitero                  | Episodio: "The Piper" (Episodio # 2.12)                                                                    |
| 2002      | That '70s Show           | Fotógrafo                   | episodio: "Leo Loves Kitty" (episodio # 4.18)                                                              |
| 2002      | Yes, Dear                | Jefe                        | Episodio: "Dances with Couch" (Episodio # 2.19)                                                            |
| 2003      | Friends                  | Empleado de la beneficencia | Episodio: "The one with the home study" (Episodio # 10.07)                                                 |
| 2002      | Star Trek: Enterprise    | Agente Temporal Daniels     | Episodio : "Shockwave" (Episodio # 1.26)                                                                   |

- Star Trek: Enterprise interpretando al Agente Temporal Daniels en el episodio: "Shockwave (Part II)" (episodio # 2.1) 18 de septiembre de 2002
- She Spies interpretando a Mel Hoover en el episodio: "Fondles" (episodio # 1.5) 21 de octubre de 2002
- NYPD Blue interpretando a Marshall Kopek en el episodio: "Arrested Development" (episodio # 10.12) 14 de enero de 2003
- John Doe interpretando a Scout en el episodio: "Ashes to Ashes" (episodio # 1.14) 14 de febrero de 2003
- A dos metros bajo tierra interpretando a Terry en el episodio: "The Trap" (episodio # 3.5) 30 de marzo de 2003
- CSI: Crime Scene Investigation interpretando a Brian Kelso en el episodio: "Precious Metal" (episodio # 3.18) 3 de abril de 2003
- A dos metros bajo tierra interpretando a Terry en el episodio: "Timing & Space" (episodio # 3.7) 13 de abril de 2003
- John Doe interpretando a Scout en el episodio: "Remote Control" (episodio # 1.20) 18 de abril de 2003
- A dos metros bajo tierra interpretando a Terry en el episodio: "Tears, Bones & Desire" (episodio # 3.8) 20 de abril de 2003
- John Doe interpretando a Samuel Donald Clarksonen el episodio: "The Rising" (episodio # 1.21) 25 de abril de 2003
- Monk interpretando a Brian Babbage en el episodio: "Mr. Monk and the Sleeping Suspect" (episodio # 2.7) 8 de agosto de 2003
- Friends interpretando a un empleado de oficina en el episodio: "The One with the Home Study" (episodio # 10.7) 13 de noviembre de 2003
- Star Trek: Enterprise interpretando a Temporal Agent Daniels en el episodio: "Carpenter Street" (episodio # 3.11) 26 de noviembre de 2003
- 7th Heaven interpretando a Mitch en el episodio: "Paper or Plastic?" (episodio # 9.12) 2005
- Sin rastro interpretando a Steven Pine en el episodio: "Life Rules" (episodio # 2.13) 29 de enero de 2004
- Star Trek: Enterprise interpretando al Agente Temporal Daniels en el episodio: "Azati Prime" (episodio # 3.18) 3 de marzo de 2004
- Star Trek: Enterprise interpretando al Agente Temporal Daniels en el episodio: "Zero Hour" (episodio # 3.24) 26 de mayo de 2004
- Reno 911! interpretando al acróbata alemán en el episodio: "Religion in Reno" (episodio # 2.5) 7 de julio de 2004
- A dos metros bajo tierra interpretando a Terry en el episodio: "The Black Forest" (episodio # 4.10) 22 de agosto de 2004
- Las Vegas interpretando a Walker Dortch en el episodio: "The Count of Montecito" (episodio # 2.2) 20 de septiembre de 2004
- Star Trek: Enterprise interpretando al Agente temporal Daniels en el episodio: "Storm Front" (episodio # 4.1) 8 de octubre de 2004
- Star Trek: Enterprise interpretando al Agente Temporal Daniels en el episodio: "Storm Front (Parte II)" (episodio # 4.2) 15 de octubre de 2004
- Charmed interpretando a Manny en el episodio "Witchness Protection" (episodio # 7.10) 28 de noviembre de 2004
- The Suite Life of Zack & Cody interpretando a Tim en el episodio The Fairest of Them All
- Hannah Montana interpretando a Fermaine en el episodio Lilly, Do You Want to Know a Secret? (episodio  1.1) 24 de marzo de 2006
- Grey's Anatomy interpretando a Frank en el episodio: "Staring at the Sun" (episodio #3.8) 16 de noviembre de 2006
- Chuck (episodio #2.17) 23 de marzo de 2009
- Scrubs interpretando a Dr. Jeffrey Steadman en el episodio "My Finale" (episodio # 8.18) 6 de mayo de 2009
- Pushing Daisies interpretando a Michael Brunt en el episodio "Water and Power" (episodio # 2.12) 6 de junio de 2009
- Castle (TV series) interpretando a Evan Hinkle en el episodio The Double Down (episodio 2.02) septiembre de 2009
- Desperate Housewives interpretando a Lazaro en los episodios Any Moment y With So Little to Be Sure Of

### Apariciones en televisión
- John from Cincinnati como Barry Cunningham
- Zoey 101 como un profesor
- Hannah Montana como Fermaine
- Sabrina The Teenage Witch como Bob, el vecino molesto